# Ait Buyahya El Hajjama
Ait Buyahya El Hajjama  (in arabo أيت بويحيى الحجامة‎?) è un centro abitato e comune rurale del Marocco situato nella provincia di Khémisset, regione di Rabat-Salé-Kénitra. Conta una popolazione di 4 471 abitanti (censimento 2014).